# Danger Girl
Danger Girl es un videojuego de disparos en tercera persona desarrollado por n-Space y publicado por THQ. Fue lanzado para PlayStation, y está basado libremente en el cómic del mismo nombre. Sigue a Abbey Chase, Sydney Savage y JC mientras luchan contra Major Maxim y Natalia Kassle.

## Jugabilidad
Cada chica tiene un equipo específico, limitado principalmente a las diferencias entre las armas. En total 12 niveles, el objetivo es abrirse camino a través del terreno que contiene una cierta cantidad de enemigos que bloquearán el camino. Correrán activamente y notarán cuando los jugadores salgan de su escondite. No hay forma de guardar el progreso durante las misiones. En caso de que el personaje muera durante una misión, se reiniciará desde el principio. Todos los niveles tienen elementos de rompecabezas interactivos con escenas ocasionales.

## Desarrollo
En 1998, n-Space había adquirido derechos exclusivos para desarrollar un videojuego basado en el cómic Danger Girl. No había ningún editor asociado en ese momento ya que el equipo de desarrollo estaba trabajando en Duke Nukem: Time to Kill.

## Recepción
El juego recibió «críticas generalmente desfavorables», según el sitio web agregación de reseñas Metacritic.
El estudiante de primer año de GamePro dijo sobre el juego en una reseña: "Si eres un gran fanático del cómic Danger Girl, es posible que quieras este juego solo para una nueva acción de DG. pero los fans de los títulos de acción en tercera persona probablemente no encontrarán muchas novedades en Danger Girl para PlayStation. Es bastante divertido, pero definitivamente no es peligroso". En otra revisión de GamePro , Jake The Snake dijo: "Un juego moderadamente divertido a pesar de sus defectos, Danger Girl atraerá sólo a aquellos que aman todo lo relacionado con Danger Girl o todos los juegos de disparos en tercera persona.
El juego fue nominado para el premio "Biggest Disappointment" en los Blister Awards 2000 de The Electric Playground, que fue para Daikatana.

## Referencías
1. ↑  «THQ LANZA DANGER GIRL PARA PLAYSTATION». THQ. 11 de septiembre de 2000. Archivado desde el original el 16 de abril de 2004. Consultado el 18 de marzo de 2023.
2. 1 2  pilou (6 de febrero de 2001). «Reseña: Danger Girl». Jeuxvideo.com (en francés). Webedia. Archivado desde el original el 3 de mayo de 2023. Consultado el 9 de noviembre de 2023.
3. ↑  Curtiss, Aaron (26 de octubre de 2000). «'Chica' peligrosamente genial, pero esquiva al 'pato'». Los Angeles Times. Archivado desde el original el 9 de mayo de 2023. Consultado el 9 de noviembre de 2023.
4. 1 2  The Freshman (28 de septiembre de 2000). «Reseñs de Danger Girl para PlayStation». GamePro (IDG). Archivado desde el original el 2 de julio de 2004. Consultado el 9 de noviembre de 2023.
5. ↑  Halverson, Dave (Noviembre de 2000). «Danger Girl». Gamers' Republic (Millennium Publishing) (30): 73. Consultado el 9 de noviembre de 2023.
6. ↑  Johnston, Chris (27 de julio de 1998). «n-Space firma Danger Girl». GameSpot. Archivado desde el original el 1 de marzo de 2000. Consultado el 1 de abril de 2024.
7. ↑  Paul, Dillion (31 de julio de 1998). «n-Space de Orlando se hace con los derechos del juego de Danger Girl». Orlando Business Journal. Archivado desde el original el 23 de marzo de 2003. Consultado el 29 de octubre de 2019.(requiere suscripción)
8. 1 2  «Danger Girl». Metacritic. Fandom. Archivado desde el original el 9 de noviembre de 2023. Consultado el 9 de noviembre de 2023.
9. ↑  Thompson, Jon. «Danger Girl - Reseña». AllGame. All Media Network. Archivado desde el original el 15 de noviembre de 2014. Consultado el 17 de enero de 2017.
10. ↑  Sutton, Maura (Enero de 2001). «Danger Girl». Computer and Video Games (EMAP) (230): 104-5. Archivado desde el original el 11 de agosto de 2022. Consultado el 9 de noviembre de 2023.
11. ↑  Joe (Octubre de 2000). «Reseña de Danger Girl». GameRevolution. CraveOnline. Archivado desde el original el 27 de mayo de 2016. Consultado el 9 de noviembre de 2023.
12. ↑  Garrett, Steven (15 de septiembre de 2000). «Reseña de Danger Girl». GameSpot. Fandom. Archivado desde el original el 29 de mayo de 2023. Consultado el 9 de noviembre de 2023.
13. ↑  Nix, Marc (5 de octubre de 2000). «Danger Girl». IGN. Ziff Davis. Archivado desde el original el 30 de abril de 2023. Consultado el 9 de noviembre de 2023.
14. ↑  Baker, Chris (Diciembre de 2000). «Danger Girl [la puntuación en el enlace archivado está mal etiquetada como "3.5/5"]». Official U.S. PlayStation Magazine (Ziff Davis) (39): 169. Archivado desde el original el 27 de enero de 2001. Consultado el 9 de noviembre de 2023.
15. ↑  GamePro le dio al juego tres puntuaciones de 3,5/5 en gráficos, sonido y factor de diversión, y 4/5 en control en una revisión.
16. ↑  Jake The Snake (Diciembre de 2000). «Danger Girl». GamePro (IDG) (147): 133. Archivado desde el original el 30 de junio de 2023. Consultado el 9 de noviembre de 2023.
17. ↑  GamePro le dio al juego tres puntuaciones de 3/5 en gráficos, control y factor de diversión, y 4/5 en sonido en otra revisión.
18. ↑  EP staff (2001). «Blister Awards 2000 (Special Awards)». The Electric Playground. Greedy Productions Ltd. Archivado desde el original el 18 de agosto de 2001. Consultado el 1 de diciembre de 2023.